# Shahrestān-e Khvāf
Shahrestān-e Khvāf (persiska: شهرستان خواف, Shahrestān-e Khavāf, خواف) är en delprovins (shahrestan) i Iran.   Den ligger i provinsen Razavikhorasan, i den östra delen av landet, 800 km öster om huvudstaden Teheran.
Delprovinsen hade 138 972 invånare 2016.